# Чикаго (коктейль)
Коктейль «Чикаго» (англ. Chicago Cocktail) — алкогольный коктейль на основе бренди, вероятно, названный в честь города Чикаго, штат Иллинойс. Был задокументирован в многочисленных справочниках по коктейлям, датируемых XIX веком. Чикагский ресторанный критик Джон Друри включил его в свой путеводитель 1931 года «Ужин в Чикаго», отметив, что его подавали в American Bar в Ницце и в клубе Embassy в Лондоне. Доподлинно неизвестно, возник ли он в Чикаго.
Для приготовления необходим бренди; ликер со вкусом апельсина, такой как кюрасао или трипл-сек; и биттеры, перемешанные или встряхнутые со льдом, которые впоследствии можно процедить или не процедить. Во многих версиях напитка к нему добавляют шампанское или белое вино. В некоторых версиях требуется обсахаривание края стакана. Его можно подавать со льдом в двойном ретро-стакане или, особенно в варианте с шампанским, прямо в фужере для шампанского, во флюте, или в коктейльном бокале.